# Maurepas (Yvelines)
Maurepas (Yvelines) é uma comuna francesa na região administrativa da Île-de-France, no departamento de Yvelines. A comuna possui 19 718 habitantes segundo o censo de 1990.